# دون كارلوس (موسيقي)
دون كارلوس (بالإنجليزية: Don Carlos)‏ هو موسيقي ومغني جامايكي، ولد في 29 يونيو 1952 في كينغستون في جامايكا.

## وصلات خارجية
- الموقع الرسمي
- دون كارلوس على موقع ميوزك برينز (الإنجليزية)
- دون كارلوس على موقع ديسكوغز (الإنجليزية)